# Dyskografia Ushera
Dyskografia amerykańskiego wokalisty Ushera.

## Albumy

### Albumy studyjne
| Rok                                    | Album                                                                                              | Najwyższa pozycja | Najwyższa pozycja | Najwyższa pozycja | Najwyższa pozycja | Najwyższa pozycja | Najwyższa pozycja | Najwyższa pozycja | Najwyższa pozycja | Najwyższa pozycja | Sprzedaż                    | Certyfikaty                                                    |
| Rok                                    | Album                                                                                              | Stany Zjednoczone | Australia         | Kanada            | Niemcy            | Irlandia          | Holandia          | Nowa Zelandia     | Szwajcaria        | Wielka Brytania   | Sprzedaż                    | Certyfikaty                                                    |
| -------------------------------------- | -------------------------------------------------------------------------------------------------- | ----------------- | ----------------- | ----------------- | ----------------- | ----------------- | ----------------- | ----------------- | ----------------- | ----------------- | --------------------------- | -------------------------------------------------------------- |
| 1994                                   | Usher - Wydany: 30 sierpnia 1994 - Wytwórnia: LaFace/Arista - Format: CD, digital download         | 167               | –                 | –                 | –                 | –                 | –                 | –                 | –                 | –                 | - 269 000+                  |                                                                |
| 1997                                   | My Way - Wydany: 16 września 1997 - Wytwórnia: LaFace/Arista - Format: CD, digital download        | 4                 | 37                | 13                | 41                | –                 | 30                | 21                | 20                | 16                | - 6 000 000+ - 7 000 000+   | - 6× Platyna - 2× Platyna - Złoto                              |
| 2001                                   | 8701 - Wydany: 7 sierpnia 2001 - Wytwórnia: LaFace/Arista - Format: CD, digital download           | 4                 | 7                 | 1                 | 7                 | 9                 | 7                 | 8                 | 10                | 1                 | - 4 700 000+ - 8 000 000+   | - 4× Platyna - 2× Platyna - Platyna                            |
| 2004                                   | Confessions - Wydany: 23 marca 2004 - Wytwórnia: LaFace/Arista - Format: CD, digital download      | 1                 | 2                 | 1                 | 2                 | 1                 | 3                 | 1                 | 3                 | 1                 | - 10 000 000+ - 20 000 000+ | - 10× Platyna (Diament) - 3× Platyna - 6× Platyna - 4× Platyna |
| 2008                                   | Here I Stand - Wydany: 27 maja 2008 - Wytwórnia: LaFace/Arista - Format: CD, digital download      | 1                 | 1                 | 1                 | 10                | 2                 | 5                 | 5                 | 4                 | 1                 | - 1 500 000+ - 5 000 000+   | - Platyna - Złoto - Złoto                                      |
| 2010                                   | Raymond v. Raymond - Wydany: 30 marca 2010 - Wytwórnia: LaFace/Jive - Format: CD, digital download | 1                 | 2                 | 4                 | 47                | 17                | 34                | 8                 | 20                | 2                 | - 1 300 000+ - 2 000 000+   | - Platyna - Platyna - Platyna                                  |
| 2012                                   | Looking 4 Myself - Wydany: 8 czerwca 2012 - Wytwórnia: RCA - Format: CD, digital download          | 1                 | 3                 | 7                 | 8                 | 11                | 4                 | 11                | 5                 | 3                 |                             |                                                                |
| „–” Album nie zajął miejsc na listach. | |                   |                   |                   |                   |                   |                   |                   |                   |                   |                             |                                                                |

### Albumy koncertowe
| Rok  | Album | Najwyższa pozycja | Sprzedaż   | Certyfikat |
| Rok  | Album | Stany Zjednoczone | Sprzedaż   | Certyfikat |
| ---- | --- | ----------------- | ---------- | ---------- |
| 1999 | Live - Wydany: 23 marca 1999 - Wytwórnia: LaFace/Arista - Format: CD, kaseta VHS, kaseta magnetofonowa, digital download | 73                | - 200 000+ | - Złoto    |

### Minialbumy
| 2010                                   | Versus - Wydany: 24 sierpnia 2010 - Wytwórnia: LaFace - Format: CD, digital download | 4 | – | 12 | 35 | – | 40 | – | 53 | - 302 000+ |
| „–” album nie zajął miejsc na listach. |                                                                                      |   |   |    |    |   |    |   |    |            |

## Single
| Rok                                     | Singel                                                  | Najwyższa pozycja | Najwyższa pozycja | Najwyższa pozycja | Najwyższa pozycja | Najwyższa pozycja | Najwyższa pozycja | Najwyższa pozycja | Najwyższa pozycja | Najwyższa pozycja | Najwyższa pozycja | Certyfikaty                                | Album              |
| Rok                                     | Singel                                                  | Stany Zjednoczone | R&B               | Australia         | Kanada            | Niemcy            | Irlandia          | Holandia          | Nowa Zelandia     | Szwajcaria        | Wielka Brytania   | Certyfikaty                                | Album              |
| --------------------------------------- | ------------------------------------------------------- | ----------------- | ----------------- | ----------------- | ----------------- | ----------------- | ----------------- | ----------------- | ----------------- | ----------------- | ----------------- | ------------------------------------------ | ------------------ |
| 1993                                    | „Call Me a Mack”                                        | –                 | 56                | –                 | –                 | –                 | –                 | –                 | –                 | –                 | –                 |                                            | Poetic Justice     |
| 1994                                    | „Can U Get Wit It”                                      | 59                | 13                | –                 | –                 | –                 | –                 | –                 | –                 | –                 | 91                |                                            | Usher              |
| 1995                                    | „Think of You”                                          | 58                | 8                 | –                 | –                 | –                 | –                 | –                 | –                 | –                 | 70                |                                            | Usher              |
| 1995                                    | „The Many Ways”                                         | –                 | 42                | –                 | –                 | –                 | –                 | –                 | –                 | –                 | –                 |                                            | Usher              |
| 1997                                    | „You Make Me Wanna...”                                  | 2                 | 1                 | 6                 | 13                | 18                | –                 | 6                 | 15                | 12                | 1                 | - Złoto - Srebro - Platyna                 | My Way             |
| 1998                                    | „Nice and Slow”                                         | 1                 | 1                 | 44                | –                 | –                 | –                 | 20                | 7                 | –                 | 24                | - Platyna                                  | My Way             |
| 1998                                    | „My Way”                                                | 2                 | 4                 | 48                | –                 | 49                | –                 | 21                | 17                | –                 | –                 | - Platyna                                  | My Way             |
| 1999                                    | „Bedtime”                                               | –                 | 66                | –                 | –                 | –                 | –                 | –                 | –                 | –                 | –                 |                                            | My Way             |
| 2001                                    | „Pop Ya Collar”                                         | 60                | 25                | 25                | –                 | 30                | 33                | 16                | –                 | 36                | 2                 |                                            | 8701               |
| 2001                                    | „U Remind Me”                                           | 1                 | 1                 | 4                 | –                 | 21                | –                 | 4                 | 3                 | 22                | 3                 | - Platyna - Złoto                          | 8701               |
| 2001                                    | „U Got It Bad”                                          | 1                 | 1                 | 3                 | –                 | 26                | –                 | 20                | 3                 | 13                | 5                 | - Złoto - Złoto                            | 8701               |
| 2002                                    | „U Don't Have to Call”                                  | 3                 | 2                 | –                 | –                 | –                 | –                 | –                 | 27                | –                 | 4                 |                                            | 8701               |
| 2002                                    | „U-Turn”                                                | –                 | 93                | 7                 | –                 | 51                | –                 | 27                | –                 | 22                | 16                |                                            | 8701               |
| 2004                                    | „Yeah!” (feat. Lil Jon & Ludacris)                      | 1                 | 1                 | 1                 | 1                 | 1                 | 1                 | 1                 | 1                 | 1                 | 1                 | - Platyna - Platyna - 2× Platyna - Platyna | Confessions        |
| 2004                                    | „Burn”                                                  | 1                 | 1                 | 2                 | –                 | 11                | 2                 | 12                | 1                 | 10                | 1                 | - Platyna - Złoto - Platyna                | Confessions        |
| 2004                                    | „Confessions Part II”                                   | 1                 | 1                 | 5                 | 7                 | 4                 | 7                 | –                 | –                 | –                 | 5                 | - Złoto - Złoto                            | Confessions        |
| 2004                                    | „My Boo” (feat. Alicia Keys)                            | 1                 | 1                 | –                 | 1                 | 4                 | 3                 | 6                 | –                 | 3                 | 5                 | - Platyna - Platyna                        | Confessions        |
| 2004                                    | „Caught Up”                                             | 8                 | 13                | 15                | –                 | 26                | 17                | 12                | 10                | 22                | 9                 | - Złoto                                    | Confessions        |
| 2008                                    | „Love in This Club” (feat. Young Jeezy)                 | 1                 | 1                 | 8                 | 6                 | 5                 | 3                 | 47                | 1                 | 9                 | 4                 | - Złoto - Platyna - Srebro - Platyna       | Here I Stand       |
| 2008                                    | „Love in This Club, Pt. II” (feat. Beyoncé & Lil Wayne) | 18                | 7                 | 96                | 69                | –                 | –                 | –                 | –                 | –                 | –                 | - Złoto                                    | Here I Stand       |
| 2008                                    | „Moving Mountains”                                      | 67                | 18                | 36                | –                 | 28                | 26                | 21                | 6                 | –                 | 25                | - Złoto                                    | Here I Stand       |
| 2008                                    | „What's Your Name”                                      | –                 | –                 | 91                | 84                | –                 | –                 | –                 | –                 | –                 | –                 |                                            | Here I Stand       |
| 2008                                    | „Trading Places”                                        | 45                | 4                 | –                 | –                 | –                 | –                 | –                 | –                 | –                 | –                 |                                            | Here I Stand       |
| 2009                                    | „Papers”                                                | 31                | 1                 | –                 | –                 | –                 | –                 | –                 | –                 | –                 | –                 |                                            | Raymond v. Raymond |
| 2009                                    | „Hey Daddy (Daddy’s Home)”                              | 24                | 2                 | –                 | –                 | –                 | –                 | –                 | –                 | –                 | –                 |                                            | Raymond v. Raymond |
| 2010                                    | „Lil Freak” (feat. Nicki Minaj)                         | 40                | 8                 | –                 | –                 | –                 | –                 | –                 | –                 | –                 | 109               |                                            | Raymond v. Raymond |
| 2010                                    | „OMG” (feat. will.i.am)                                 | 1                 | 3                 | 1                 | 2                 | 27                | 1                 | 39                | 1                 | 38                | 1                 | - 5× Platyna - 2× Platyna - Platyna        | Raymond v. Raymond |
| 2010                                    | „There Goes My Baby”                                    | 25                | 1                 | –                 | –                 | –                 | –                 | –                 | –                 | –                 | –                 |                                            | Raymond v. Raymond |
| 2010                                    | „DJ Got Us Fallin’ in Love” (feat. Pitbull)             | 4                 | 51                | 3                 | 2                 | 5                 | 6                 | 9                 | 4                 | 4                 | 7                 | - 4× Platyna - 2× Platyna - Platyna        | Versus             |
| 2010                                    | „Hot Tottie” (feat. Jay-Z)                              | 21                | 9                 | –                 | 62                | –                 | –                 | –                 | –                 | –                 | 104               |                                            | Versus             |
| 2010                                    | „Lay You Down”                                          | –                 | 56                | –                 | –                 | –                 | –                 | –                 | –                 | –                 | –                 |                                            | Versus             |
| 2010                                    | „More”                                                  | 15                | –                 | 7                 | 1                 | 7                 | 25                | 4                 | 13                | 2                 | 23                | - 2× Platyna - Złoto                       | Raymond v. Raymond |
| 2012                                    | „Climax”                                                | 17                | 1                 | 29                | 96                | –                 | 69                | 92                | –                 | –                 | 4                 | - Złoto                                    | Looking 4 Myself   |
| 2012                                    | „Scream”                                                | 10                | –                 | 11                | 4                 | 19                | 26                | 28                | 21                | 20                | 5                 | - Złoto                                    | Looking 4 Myself   |
| 2012                                    | „Lemme See” (feat. Rick Ross)                           | 56                | 5                 | –                 | –                 | –                 | –                 | –                 | –                 | –                 | 90                |                                            | Looking 4 Myself   |
| „–” Singel nie zajął miejsc na listach. |                                                         |                   |                   |                   |                   |                   |                   |                   |                   |                   |                   |                                            |                    |

### Single gościnne
| Rok                                     | Singel | Najwyższa pozycja | Najwyższa pozycja | Najwyższa pozycja | Najwyższa pozycja | Najwyższa pozycja | Najwyższa pozycja | Najwyższa pozycja | Najwyższa pozycja | Najwyższa pozycja | Certyfikaty               | Album                      |
| Rok                                     | Singel | Stany Zjednoczone | R&B               | Rap               | Australia         | Francja           | Nowa Zelandia     | Szwecja           | Szwajcaria        | Wielka Brytania   | Certyfikaty               | Album                      |
| --------------------------------------- | --- | ----------------- | ----------------- | ----------------- | ----------------- | ----------------- | ----------------- | ----------------- | ----------------- | ----------------- | ------------------------- | -------------------------- |
| 1998                                    | „The Party Continues” (Jermaine Dupri feat. Usher & Da Brat)                                                          | 29                | 14                | 6                 | –                 | –                 | –                 | –                 | –                 | –                 |                           | Life in 1472               |
| 2002                                    | „I Need a Girl (Part One)” (P. Diddy feat. Usher & Loon)                                                              | 2                 | 2                 | 1                 | 5                 | 9                 | 9                 | 17                | 5                 | 4                 | - Złoto - Złoto           | We Invented the Remix      |
| 2004                                    | „Lovers and Friends” (Lil Jon & The East Side Boyz feat. Usher & Ludacris)                                            | 3                 | 2                 | 1                 | 36                | –                 | 15                | –                 | 44                | 10                |                           | Crunk Juice                |
| 2007                                    | „Same Girl” (R. Kelly feat. Usher)                                                                                    | 20                | 4                 | –                 | 47                | –                 | 4                 | –                 | –                 | 26                |                           | Double Up                  |
| 2009                                    | „Better on the Other Side” (Usher, The Game, Chris Brown, Diddy, DJ Khalil, Polow da Don, Mario Winans & Boyz II Men) | –                 | 113               | –                 | –                 | –                 | –                 | –                 | –                 | –                 |                           | wydawnictwo niealbumowe    |
| 2009                                    | „Spotlight” (Gucci Mane feat. Usher)                                                                                  | 42                | 15                | 8                 | –                 | –                 | –                 | –                 | –                 | 46                |                           | The State vs. Radric Davis |
| 2009                                    | „Fed Up” (DJ Khaled feat. Usher, Young Jeezy, Rick Ross & Drake)                                                      | 124               | 45                | 22                | –                 | –                 | –                 | –                 | –                 | –                 |                           | Victory                    |
| 2010                                    | „We Are the World 25 for Haiti” (Artists for Haiti)                                                                   | 2                 | –                 | –                 | 18                | –                 | 8                 | 5                 | –                 | 50                |                           | wydawnictwo niealbumowe    |
| 2010                                    | „Somebody to Love (Remix)” (Justin Bieber feat. Usher)                                                                | 15                | –                 | –                 | 20                | –                 | –                 | 54                | –                 | 33                |                           | My World 2.0               |
| 2011                                    | „Dirty Dancer” (Enrique Iglesias & Usher feat. Lil Wayne)                                                             | 18                | –                 | –                 | 24                | 99                | 22                | 54                | 30                | 21                | - Złoto - Platyna         | Euphoria                   |
| 2011                                    | „Promise” (Romeo Santos feat. Usher)                                                                                  | 83                | –                 | –                 | –                 | –                 | –                 | –                 | –                 | –                 |                           | Formula                    |
| 2011                                    | „Without You” (David Guetta feat. Usher)                                                                              | 4                 | –                 | –                 | 6                 | 6                 | 5                 | 6                 | 3                 | 6                 | - 2× Platyna - 2× Platyna | Nothing But the Beat       |
| 2012                                    | „Touch'n You” (Rick Ross feat. Usher)                                                                                 | 102               | 22                | 23                | –                 | –                 | –                 | –                 | –                 | –                 |                           | God Forgives, I Don’t      |
| „–” Singel nie zajął miejsc na listach. | |                   |                   |                   |                   |                   |                   |                   |                   |                   |                           |                            |

## Inne piosenki na listach przebojów
| Rok                                        | Tytuł                                                                                 | Najwyższa pozycja | Najwyższa pozycja | Najwyższa pozycja | Najwyższa pozycja | Album                          |
| Rok                                        | Tytuł                                                                                 | Stany Zjednoczone | R&B               | Kanada            | Wielka Brytania   | Album                          |
| ------------------------------------------ | ------------------------------------------------------------------------------------- | ----------------- | ----------------- | ----------------- | ----------------- | ------------------------------ |
| 1995                                       | „Comin' for X-Mas?”                                                                   | –                 | 101               | –                 | –                 | wydawnictwo niealbumowe        |
| 2001                                       | „I Don't Know” (feat. P. Diddy)                                                       | –                 | 68                | –                 | –                 | 8701                           |
| 2002                                       | „Can U Help Me”                                                                       | –                 | 57                | –                 | –                 | 8701                           |
| 2004                                       | „Confessions Part I”                                                                  | –                 | 47                | –                 | –                 | Confessions                    |
| 2004                                       | „Whatever I Want”                                                                     | –                 | 109               | –                 | –                 | wydawnictwo niealbumowe        |
| 2005                                       | „Bad Girl”                                                                            | –                 | 106               | –                 | –                 | Confessions                    |
| 2005                                       | „Throwback” (feat. Jadakiss)                                                          | –                 | 36                | –                 | –                 | Confessions                    |
| 2005                                       | „That's What It's Made For”                                                           | –                 | 53                | –                 | –                 | Confessions                    |
| 2005                                       | „Seduction”                                                                           | –                 | 68                | –                 | –                 | Confessions                    |
| 2005                                       | „Dot Com”                                                                             | –                 | 53                | –                 | –                 | Rhythm City, Vol. 1: Caught Up |
| 2008                                       | „Dat Girl Right There” (feat. Ludacris)                                               | –                 | 74                | –                 | –                 | wydawnictwo niealbumowe        |
| 2008                                       | „Best Thing” (feat. Jay-Z)                                                            | –                 | 92                | –                 | –                 | Here I Stand                   |
| 2008                                       | „What's a Man to Do”                                                                  | –                 | –                 | –                 | 129               | Here I Stand                   |
| 2008                                       | „Here I Stand”                                                                        | 106               | 18                | –                 | –                 | Here I Stand                   |
| 2008                                       | „Hush”                                                                                | –                 | –                 | –                 | –                 | wydawnictwo niealbumowe        |
| 2009                                       | „My Life Your Entertainment” (T.I. feat. Usher)                                       | 119               | –                 | –                 | –                 | Paper Trail                    |
| 2009                                       | „First Dance” (Justin Bieber feat. Usher)                                             | 99                | –                 | 88                | –                 | My World                       |
| 2009                                       | „In My Bag” (feat. T.I.)                                                              | –                 | 107               | –                 | –                 | wydawnictwo niealbumowe        |
| 2010                                       | „Monstar”                                                                             | 107               | –                 | –                 | –                 | Raymond v. Raymond             |
| 2010                                       | „She Don't Know” (feat. Ludacris)                                                     | –                 | 107               | –                 | –                 | Raymond v. Raymond             |
| 2010                                       | „Lay You Down”                                                                        | –                 | 56                | –                 | –                 | Versus                         |
| 2011                                       | „Looking for Love” (Diddy feat. Usher)                                                | –                 | 91                | –                 | –                 | Last Train to Paris            |
| 2011                                       | „The Christmas Song (Chestnuts Roasting on an Open Fire)” (Justin Bieber feat. Usher) | 58                | –                 | –                 | 91                | Under the Mistletoe            |
| „–” Piosenka nie zajęła miejsc na listach. |                                                                                       |                   |                   |                   |                   |                                |

## Gościnnie na innych albumach
| Rok  | Piosenka                     | Inni artyści                                                 | Album                                              |
| ---- | ---------------------------- | ------------------------------------------------------------ | -------------------------------------------------- |
| 1993 | „This Christmas”             | brak                                                         | A LaFace Family Christmas                          |
| 1995 | „Let's Straighten It Out”    | Monica                                                       | Miss Thang                                         |
| 1996 | „Dreamin'”                   | brak                                                         | Rhythm of the Games: 1996 Olympic Games Album      |
| 1999 | „How Much”                   | Mariah Carey                                                 | Rainbow                                            |
| 2001 | „Get Some”                   | Jermaine Dupri, Boo & Gotti, R.O.C                           | Instructions                                       |
| 2002 | „You’ll Be in My Heart”      | brak                                                         | Disneymania                                        |
| 2004 | „If I Ain't Got You (Remix)” | Alicia Keys                                                  | The Diary of Alicia Keys                           |
| 2005 | „Superstar”                  | brak                                                         | So Amazing: An All-Star Tribute to Luther Vandross |
| 2006 | „Anything”                   | Jay-Z, Pharrell                                              | Kingdom Come                                       |
| 2007 | „Shake Down”                 | Mary J. Blige                                                | Growing Pains                                      |
| 2008 | „Long Night”                 | Nelly                                                        | Brass Knuckles                                     |
| 2008 | „My Life Your Entertainment” | T.I.                                                         | Paper Trail                                        |
| 2009 | „First Dance”                | Justin Bieber                                                | My World                                           |
| 2010 | „Dirty Dancer”               | Enrique Iglesias                                             | Euphoria                                           |
| 2010 | „Turn It Up”                 | Ciara                                                        | Basic Instinct                                     |
| 2010 | „The Secret Garden”          | Robin Thicke, LL Cool J, Barry White, Tyrese, Tevin Campbell | Q Soul Bossa Nostra                                |
| 2011 | „Looking for Love”           | P. Diddy                                                     | Last Train to Paris                                |
| 2011 | „The Christmas Song”         | Justin Bieber                                                | Under the Mistletoe                                |
| 2012 | „Weekend”                    | Akon                                                         | The Koncrete Mixtape                               |

## Ścieżki dźwiękowe
| Rok  | Piosenka              | Inni artyści | Film                |
| ---- | --------------------- | ------------ | ------------------- |
| 1996 | „I Swear I'm in Love” | brak         | Kazaam              |
| 1997 | „Slow Jam”            | Monica       | Soul Food           |
| 2003 | „She's Got the Part”  | brak         | Deliver Us from Eva |
| 2005 | „Sweat”               | Rico Love    | In the Mix          |

## Wideografia

### Albumy wideo
| Album                                                                               | Certyfikaty     |
| ----------------------------------------------------------------------------------- | --------------- |
| Live - Koncert - Wydany: 23 marca 1999                                              | - Złoto         |
| Evolution 8701 Live in Concert - Koncert - Wydany: 30 sierpnia 2002                 | - Złoto - Złoto |
| U Don't Have To Call/U Got It Bad - Wideo singel - Wydany: 2003                     | - Złoto         |
| Truth Tour Behind the Truth: Live from Atlanta - Koncert - Wydany: 16 września 2005 | - 7× Platyna    |
| Rhythm City Volume One: Caught Up - Film krótkometrażowy - Wydany: 16 września 2006 |                 |
| Usher OMG Tour Live from London - Koncert - Wydany: 31 października 2011            |                 |

### Wideoklipy
| Tytuł                             | Rok  | Reżyser                      | Artysta                                                                                  |
| --------------------------------- | ---- | ---------------------------- | ---------------------------------------------------------------------------------------- |
| „Call Me a Mack”                  | 1993 | F. Gary Gray                 | Usher                                                                                    |
| „Can U Get wit It”                | 1994 | Lionel C. Martin, Sean Combs | Usher                                                                                    |
| „Think of You”                    | 1995 | Hype Williams                | Usher                                                                                    |
| „You Make Me Wanna”               | 1997 | Bille Woodruff               | Usher                                                                                    |
| „Nice and Slow”                   | 1998 | Hype Williams                | Usher                                                                                    |
| „My Way”                          | 1998 | Paul Hunter                  | Usher                                                                                    |
| „Pop Ya Collar”                   | 2001 |                              | Usher                                                                                    |
| „U Remind Me”                     | 2001 | Dave Meyers                  | Usher                                                                                    |
| „U Got It Bad”                    | 2001 | Little X                     | Usher                                                                                    |
| „U Don't Have to Call”            | 2002 | Little X                     | Usher                                                                                    |
| „U-Turn”                          | 2002 | Little X                     | Usher                                                                                    |
| „Yeah!”                           | 2004 | Little X, Usher              | Usher, Lil Jon & Ludacris                                                                |
| „Burn”                            | 2004 | Jake Nava                    | Usher                                                                                    |
| „Naughty Girl”                    | 2004 | Jake Nava                    | Beyoncé feat. Usher                                                                      |
| „Confessions Part II”             | 2004 | Chris Robinson, Usher        | Usher                                                                                    |
| „My Boo”                          | 2004 | Chris Robinson               | Usher & Alicia Keys                                                                      |
| „Caught Up”                       | 2005 | Little X, Usher              | Usher                                                                                    |
| „Same Girl”                       | 2007 | Little X                     | R. Kelly & Usher                                                                         |
| „Love in This Club”               | 2008 | The Brother Strause          | Usher & Young Jeezy                                                                      |
| „Moving Mountains”                | 2008 | The Brother Strause          | Usher                                                                                    |
| „Trading Places”                  | 2008 | Chris Robinson               | Usher                                                                                    |
| „Better on the Other Side”        | 2009 | Taydoe                       | Usher, The Game, Chris Brown, Diddy, DJ Khalil, Polow da Don, Mario Winans & Boyz II Men |
| „Spotlight”                       | 2009 | Benny Boom                   | Gucci Mane & Usher                                                                       |
| „Fed Up”                          | 2009 | Gil Green                    | DJ Khaled, Drake, Young Jeezy, Rick Ross & Usher                                         |
| „Hey Daddy (Daddy’s Home)”        | 2010 | Chris Robinson               | Usher & Plies                                                                            |
| „Lil Freak”                       | 2010 | TAJ                          | Usher & Nicki Minaj                                                                      |
| „OMG”                             | 2010 | Anthony Mandler              | Usher & will.i.am                                                                        |
| „There Goes My Baby”              | 2010 | Anthony Mandler              | Usher                                                                                    |
| „Somebody to Love (Remix)”        | 2010 | Dave Meyers                  | Justin Bieber & Usher                                                                    |
| „DJ Got Us Fallin’ in Love”       | 2010 | Hiro Murai                   | Usher & Pitbull                                                                          |
| „More (RedOne Jimmy Joker Remix)” | 2011 |                              | Usher                                                                                    |
| „Looking for Love”                | 2011 | Colin Tilley                 | P. Diddy & Usher                                                                         |
| „Dirty Dancer”                    | 2011 | Ethan Lader                  | Enrique Iglesias, Usher & Lil Wayne                                                      |
| „Climax”                          | 2012 | Sam Pilling                  | Usher                                                                                    |
| „Scream”                          | 2012 | BB Gun                       | Usher                                                                                    |
| „Lemme See”                       | 2012 |                              | Usher, Rick Ross                                                                         |